# Русанівське газоконденсатне родовище
Русанівське газоконденсатне родовище — гігантське родовище, розташоване на континентальному шельфі Росії в південно-західній частині Карського моря, у 110 км на північний захід від півострова Ямал. Глибини моря в районі родовища 50-100 метрів.

## Опис
Структура виявлена у 1989 році, після чого відкриття підтверджене двома свердловинами глибиною 2550 та 2373 метри, пробуреними у 1992 та 1994 роках компанією «Арктикморнафтогазрозвідка». Поклади вуглеводнів знаходяться в інтервалі 1650—2450 метрів у неоком-аптських відкладеннях крейдяної епохи. Всього виявлено 1 газовий та 9 газоконденсатних покладів пластово-сводового та масивного типу. Колектор — пісковики з прослоями алевролитів та глин, з поганими фільтраційно-ємнісними характеристиками. Із геологічних запасів у понад 3 трлн.м3 газу класифіковано за російською системою по категоріях С1 та С2 779 млрд.м3 (плюс 8 млн т конденсату).
Станом на 2016 рік Русанівське родовище, як і розташоване південніше Ленінградське, не розробляється. Їх розробку варто очікувати у віддаленій перспективі, після освоєння ресурсів Обської губи Карського моря.